# Верхом на пуле (фильм)
«Верхом на пуле» (англ. Riding the Bullet) — американский фильм ужасов/триллер 2004 года режиссёра Мика Гарриса. Экранизация рассказа «Катаясь на „Пуле“» Стивена Кинга. Премьера фильма состоялась 15 октября 2004 года. Фильм был выпущен в ограниченный прокат и не сыскал большого успеха; театральные сборы в Соединённых Штатах составили всего 134 711 долларов.
Слоган фильма: «Мёртвые едут быстро».

## Сюжет
Действие фильма разворачивается накануне Хэллоуина в 1969 году. В центре сюжета история 21-летнего студента Алана Паркера, который настолько сильно переживает свой разрыв с девушкой, что пытается, правда неудачно, покончить с собой. Вскоре ему звонит соседка его матери и сообщает, что у неё случился инсульт, и она сейчас находится в больнице. Алан решает добраться до больницы автостопом, однако на его пути постоянно попадаются странные личности, а с ним случаются порой опасные события — пьяные парни, решившие над ним поиздеваться, злая собака и т. д. Алан также обладает своеобразным внутренним голосом, который в той или иной ситуации моделирует ему картину будущих событий. В конце путешествия Алану предстоит встретиться с живым мертвецом.

## В ролях
- Джонатан Джексон — Алан Паркер
- Дэвид Аркетт — Джордж Стауб
- Клифф Робертсон — Фермер
- Барбара Херши — Джин Паркер
- Эрика Кристенсен — Джессика Хэдли
- Барри В. Леви — Джулиан Паркер
- Никки Кэт — Феррис
- Джексон Хэррис — шестилетний Алан
- Джефф Баллард — 12-летний Алан
- Питер ЛаКроикс — взрослый Алан
- Крис Готье — Гектор Пассмор
- Робин Нильсон — Арчи Ховард
- Мэтт Фрюэр — Мистер Кларксон
- Симон Вебб — мрачный жнец
- Кейт Даллас — санитар
- Даниель Дунн-Моррис — миссис Джейни МакКёрди

## Съёмки
Фильм является экранизацией одноимённой повести писателя ужасов Стивена Кинга, выпущенной в составе сборника рассказов эксклюзивно в Интернете. Картина снималась в городах Калгари и Ванкувер, Канада. Съёмки начались 11 ноября 2003 года.
Режиссёр Мик Гаррис был большим фанатом Стивена Кинга и ранее уже экранизировал несколько его произведений. Некоторые изменения и детали в фильме отсылаются к книгам Кинга. Так, в оригинальной повести «Верхом на пуле» Джордж Стауб разъезжал на Ford Mustang, в фильме же он появляется на красной Plymouth Fury 1960 года, Эта же модель (только 1958 года), фигурировала в романе Кинга «Кристина». Имя медсестры Энни Уилкс, ухаживающей за мамой Алана, идентично имени главной героини романа «Мизери».
Премьера кинокартины состоялась 15 октября 2004 года в США. При бюджете в пять миллионов долларов, в открывающий уикенд фильм заработал всего 100 тысяч долларов. Европейская премьера впервые состоялась 6 февраля 2005 года в Португалии, в то время как в большинстве других стран фильм вышел сразу на видео в формате DVD.